# Полшина
Полшина (словен. Polšina) — поселення в общині Загорє-об-Саві, Засавський регіон, Словенія. Висота над рівнем моря: 387,4 м.